# Sluis (gemeente)
| Gemeentegrenzen Wijkgrenzen Buurtgrenzen Autosnelweg Secundaire weg Spoorweg |  |  | ██ Geselecteerde gemeente ██ Bebouwd gebied ██ Bos of park ██ Binnenwater, rivier of kanaal |

Sluis en omgeving (2009)

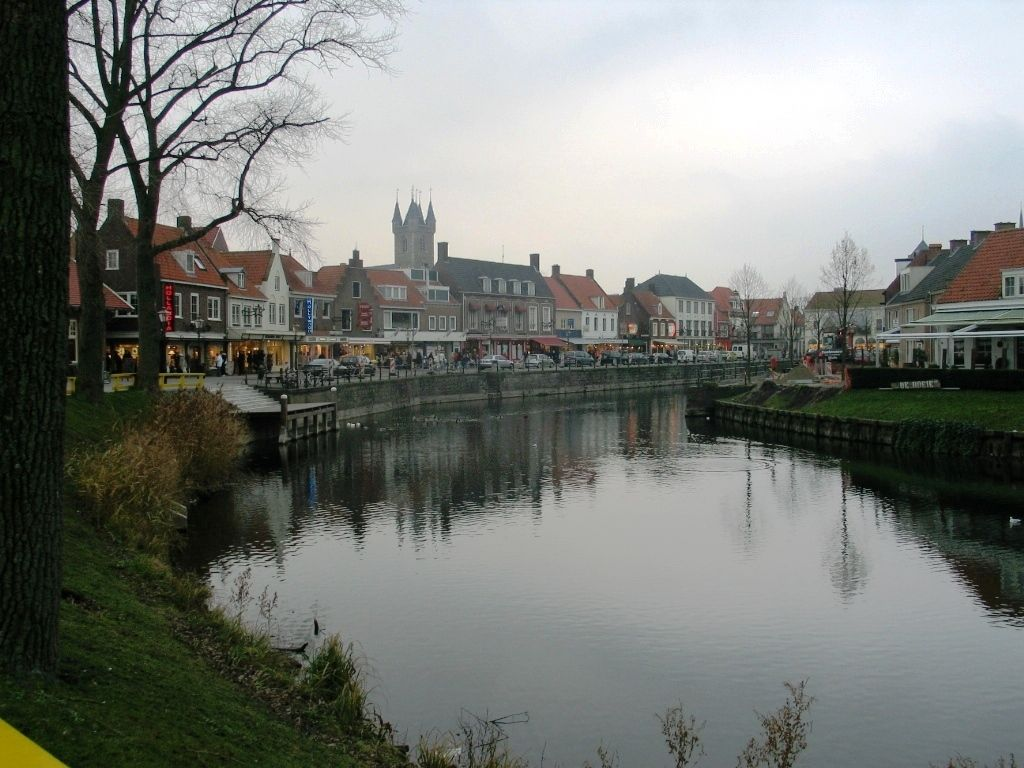
Sluis met het belfort op de achtergrond (1 dec 2004)

Sluis (uitspraakⓘ) is een gemeente in het westen van Zeeuws-Vlaanderen, in de Nederlandse provincie Zeeland, die na de gemeentelijke herindeling van 1 januari 2003 tot stand kwam als fusie van de gemeenten Oostburg en Sluis-Aardenburg. De gemeente is genoemd naar het vestingstadje Sluis, maar het gemeentehuis staat in Oostburg. De gemeente telt 23.152 inwoners (1 januari 2024, bron: CBS) en heeft een oppervlakte van 307,01 km² (waarvan 26,74 km² water). Toerisme is een belangrijke bron van inkomsten in deze gemeente. De burgemeester is Marga Vermue-Vermue (CDA).
Sluis is de meest westelijke gemeente van Europees Nederland.
Sluis is ook de naam van een gemeente die bestond tot 1995.

## Kernen
De gemeente Sluis telt vijftien officiële kernen en een groot aantal buurtschappen. De hoofdplaats is Oostburg. Sluis is een van de dunst bevolkte Nederlandse gemeenten.

### Steden en dorpen
| Woonplaats (BAG) | Inwoners 2023 |
| ---------------- | ------------- |
| Aardenburg       | 2.465         |
| Breskens         | 4.630         |
| Cadzand          | 695           |
| Eede             | 925           |
| Groede           | 905           |
| Hoofdplaat       | 755           |
| IJzendijke       | 2.530         |
| Nieuwvliet       | 405           |
| Oostburg         | 4.705         |
| Retranchement    | 275           |
| Schoondijke      | 1.375         |
| Sint Kruis       | 210           |
| Sluis            | 2.395         |
| Waterlandkerkje  | 490           |
| Zuidzande        | 465           |

### Buurtschappen
Naast deze grotere kernen bevinden zich in de gemeente de volgende buurtschappen:
Akkerput, Bakkersdam, Balhofstede, Biezen, Boerenhol, Cadzand-Bad, Draaibrug, Het Eiland, Heille, Hoogeweg, Kapitalendam, Klein-Brabant, Koninginnehaven, Kruisdijk, Kruishoofd, Maaidijk, Marollenput, Moershoofde, Mollekot, De Munte, Nieuwesluis, Nieuwland, Nieuwvliet-Bad, Nummer Een, Oostburgsche Brug, Oudeland, Plakkebord, Ponte, Ponte-Avancé, Pyramide, Ronduit, Roodenhoek, Sasput, Scherpbier, Sint Anna ter Muiden, Slijkplaat, Slikkenburg, Smedekensbrugge, Steenhoven, Stroopuit, Terhofstede, Tragel, Turkeye, Valeiskreek, Veldzicht, Veldzicht (deels) en Vuilpan.

## Herindelingen
De huidige gemeente Sluis is tot stand gekomen na opeenvolgende herindelingen. Hieronder een overzicht van de voormalige gemeenten:
- Sluis → ontstaan 1 januari 2003
  - Sluis-Aardenburg → ontstaan 1 januari 1995
    - Sluis → opgeheven 1 januari 1995
      - Retranchement → opgeheven 1 april 1970
      - Heille → opgeheven 1 januari 1880
      - Sint Anna ter Muiden → opgeheven 1 januari 1880

    - Aardenburg → opgeheven 1 januari 1995
      - Eede → opgeheven 1 april 1941
      - Sint Kruis → opgeheven 1 april 1941

  - Oostburg → ontstaan 1 april 1970
    - Breskens → opgeheven 1 april 1970
    - Cadzand → opgeheven 1 april 1970
    - Groede → opgeheven 1 april 1970
    - Hoofdplaat → opgeheven 1 april 1970
    - Nieuwvliet → opgeheven 1 april 1970
    - Oostburg → opgeheven 1 april 1970
    - Schoondijke → opgeheven 1 april 1970
    - Waterlandkerkje → opgeheven 1 april 1970
    - IJzendijke → opgeheven 1 april 1970
    - Zuidzande → opgeheven 1 april 1970

## Zetelverdeling gemeenteraad
De gemeenteraad van Sluis bestaat uit 19 zetels. Hieronder staat de samenstelling van de gemeenteraad sinds 2002:
| Partij                                                            | 2002 | 2006 | 2010 | 2014 | 2018 | 2022 |
| ----------------------------------------------------------------- | ---- | ---- | ---- | ---- | ---- | ---- |
| Sluis Lokaal                                                      | -    | -    | -    | -    | -    | 4    |
| Nieuw West1 / Nieuw Gemeentebelang3                               | 31   | 41   | 3    | 3    | 3    | 13   |
| VVD/GemeentebelangenA / Gemeentebelangen2 / Nieuw Gemeentebelang3 | 4A   | 2    | 3    | 3    | 3    | 13   |
| VVD/GemeentebelangenA / VVD1                                      | 4A   | 21   | 31   | 31   | 31   | 41   |
| CDA                                                               | 5    | 3    | 3    | 4    | 4    | 3    |
| PvdA                                                              | 4    | 4    | 3    | 2    | 2    | 3    |
| Lijst Babijn                                                      | -    | -    | 2    | 2    | 3    | 1    |
| SP                                                                | -    | -    | -    | 1    | 1    | 1    |
| GroenLinks                                                        | -    | -    | -    | -    | 1    | 1    |
| FVD                                                               | -    | -    | -    | -    | -    | 1    |
| Dorpsbelangen en Toerisme                                         | 3    | 4    | 2    | 3    | 2    | -    |
| D66                                                               | -    | -    | 1    | 1    | -    | -    |
| Helder Zeeuws                                                     | -    | -    | 2    | -    | -    | -    |
| Totaal                                                            | 19   | 19   | 19   | 19   | 19   | 19   |

## Aangrenzende gemeenten

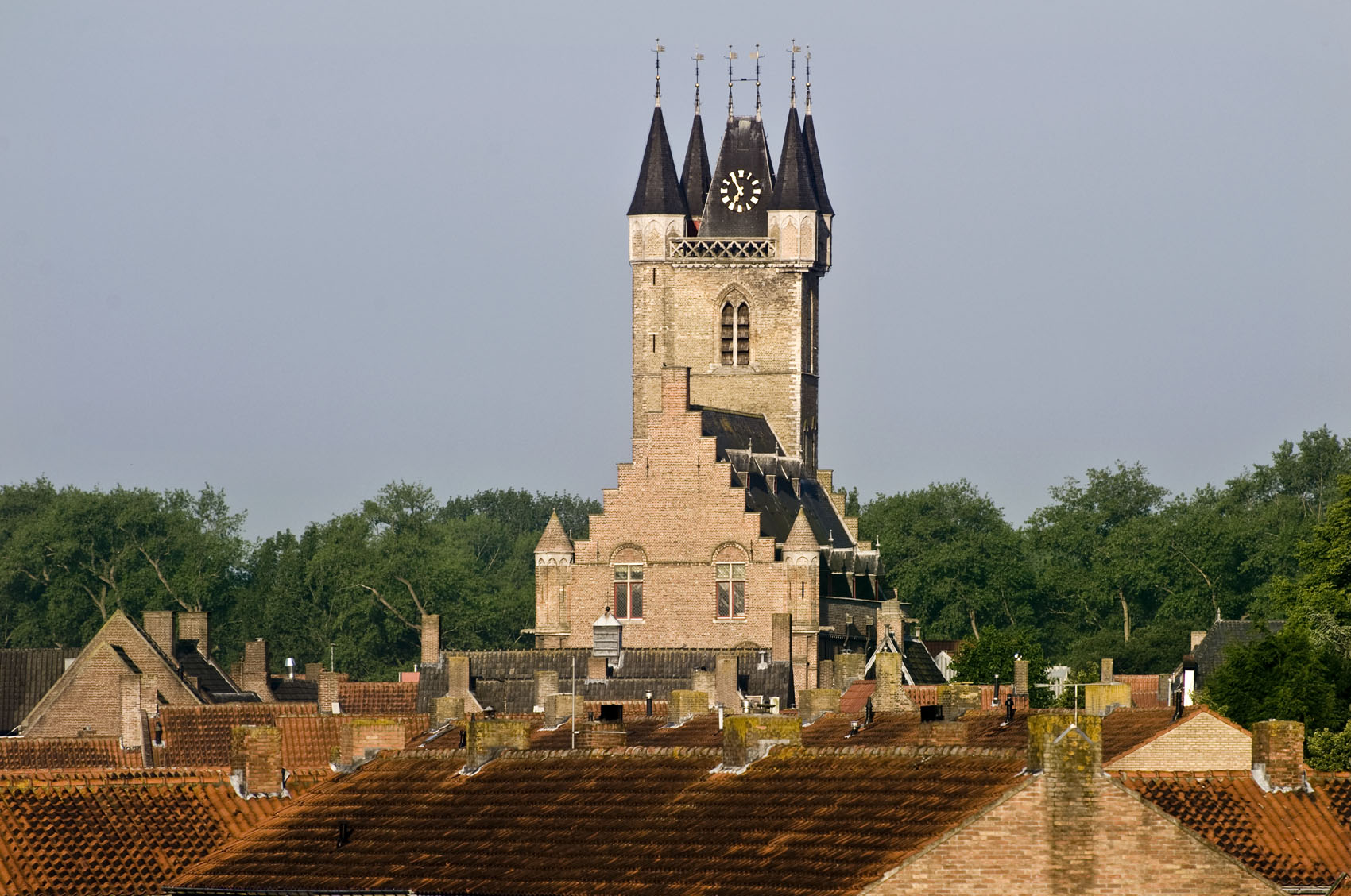
Het Belfort, een van de rijksmonumenten in Sluis

| Aangrenzende gemeenten | Aangrenzende gemeenten | Aangrenzende gemeenten | Aangrenzende gemeenten | Aangrenzende gemeenten |
| ---------------------- | ---------------------- | ---------------------- | ---------------------- | ---------------------- |
|                        |                        | Vlissingen             |                        | Borsele                |
|                        |                        |                        |                        |                        |
| Knokke-Heist (B)       | Terneuzen              |                        |                        |                        |
|                        |                        |                        |                        |                        |
| Damme (B)              |                        | Maldegem (B)           |                        | Sint-Laureins (B)      |

## Verkeer en vervoer
- Provinciale wegen : zie infobox hierboven
- Spoorweg : geen
- Scheepvaart : zie Breskens#Natuur en landschap
- Openbaar vervoer : ...

## Cultuur

### Monumenten
In de gemeente zijn er een aantal rijksmonumenten en oorlogsmonumenten, zie:
- Lijst van rijksmonumenten in Sluis (gemeente)
- Lijst van oorlogsmonumenten in Sluis

### Kunst in de openbare ruimte
In de gemeente zijn diverse beelden, sculpturen en objecten geplaatst in de openbare ruimte, zie:
- Lijst van beelden in Sluis

## Natuur
Het Natura 2000-gebied Westerschelde & Saeftinghe ligt voor een deel in de gemeente Sluis, bij het Natura 2000-gebied horen ook de Herdijkte Zwarte Polder en de Verdronken Zwarte Polder. Helemaal binnen de gemeente liggen Natura 2000-gebieden Zwin & Kievittepolder en Groote Gat. Waterdunen is een nieuw (2021) aangelegd natuur- en recreatiegebied. Aan de Zwin & Kievittepolder grenst het Vlaamse natuurgebied Zwin Natuur Park. In de Westerschelde liggen de Hooge Platen